# Love Somebody (Reba McEntire)
Love Somebody è un album in studio della cantante di musica country statunitense Reba McEntire, pubblicato nel 2015.

## Tracce
1. Going Out Like That – 3:42
2. Enough (featuring Jennifer Nettles) – 4:07
3. She Got Drunk Last Night – 3:03
4. Livin' Ain't Killed Me Yet – 3:01
5. That’s When I Knew – 4:03
6. I'll Go On – 3:32
7. Until They Don't Love You – 3:06
8. Promise Me Love – 4:07
9. Just Like Them Horses – 4:30
10. Love Somebody – 3:15
11. Love Land – 3:58
12. Pray for Peace – 3:49

Tracce bonus - Edizione Deluxe
1. Whatever Way It Hurts the Least – 3:15
2. More Than Just Her Last Name – 3:44